# Simulium quatturodecimfilum
Simulium quatturodecimfilum är en tvåvingeart som beskrevs av Rubtsov 1947. Simulium quatturodecimfilum ingår i släktet Simulium och familjen knott. Inga underarter finns listade i Catalogue of Life.